# Medalla commemorativa Veitch
La medalla commemorativa Veitch és un premi internacional publicat anualment per la Reial Societat d'Horticultura.

## Objectiu
El premi es concedeix a "persones de qualsevol nacionalitat que han fet una contribució destacada a l'avanç i la millora de la ciència i la pràctica de l'horticultura".

## Història
El premi es va planejar per primera vegada el 1870, en memòria de James Veitch de Chelsea. Al principi, el premi va ser emès pel Veitch Memorial Trust i guardonat en espectacles d'horticultura locals, però a partir de 1885 les medalles van ser atorgades a la conferència d'orquídies. Des de 1922, la Societat Hortícola Reial (RHS), que ha tingut més de la confiança, ha atorgat la medalla. El 2010 es van presentar més de 500 medalles.

## Guanyadors des del 2000[3]
- 2017 : Dominic Cole, Rod Leeds, Philippe Lecoufle, William McNamara i Andrew McIndoe[4]
- 2016 : Sarah Carey, Diana Grenfell, Ernst van Jaarsveld (of Kirstenbosch National Botanical Garden), Marco Polo Stufano i el Dr. Ken Thompson.[5]
- 2015 : Gillian Barlow, Robert Berry, Neil Bragg, Fergus Garrett, Charles Nelson, Penny Snell i John Pilbeam[6]
- 2014 : Mark Chase, Martin Gardner, Antonio de Almeida Monteiro, Philip Baulk i Gianfranco Giustina (Itàlia)[7]
- 2013
  - Peter Del Tredici, Peter Furniss, Sue Minter, Alec Pridgeon i Margaret Owen[8]
  - El Dr. Keith Hammett, Nova Zelanda els interessos hortícoles dels quals són els pèsols dolços, les dàlies i les clívies
- 2012 : Susyn Andrews (R.U.), John Elliott (Singapur), Chris Lane (R.U.), Hugh McAllister (R.U.), Beverley McConnell
- 2011 : Graham Ross (Australia), Christopher Bailes (R.U.), Rosemary Alexander (R.U.), Keshab Pradhan (Sikkim, Índia)
- 2010 : Dr. Stefan T. Buczacki, Bob Brown, Arabella Lennox-Boyd, Haruhiko Nagata, Jennifer Owen
- 2009
  - David Wheeler (fundador i editor d'Hortus: A Gardening Journal)[9]
  - Dr Joan Morgan (escriptora i historiadora)[9]
  - Jozef van Assche (Secretari de l'ISHS)[9]
- 2008
  - Dr James B. Beard for his lifelong contribution to the development and application of scientific principles to turfgrass culture. Dr Beard founded the International Sports Turf Institute and has served the international horticultural community for the past 50 years through research, teaching and leadership.
  - John Nelson for his outstanding practical work over many years in the restoration of the Lost Gardens of Heligan, one of Cornwall's best-known tourist attractions.
- 2007 : Rex Dibley, Daniel John Hinkley (born 1953), Lord Charles Howick (For the 2007 list of winners, please see 2007 Manual Arxivat 2007-03-22 a Wayback Machine.)
- 2006 : Phillip Cribb, Otto Eisenhut, Aljos Farjon, A. Langton, Norman Looney
- 2005 : 
  - Anne-Marie Evans (A leading figure in botanical illustration, her worldwide influence has led a resurgence of interest in and greater understanding of the depiction of plants)
  - W.H. Frederick, M. Solomon, Sir Richard Storey (1937-), Timothy Whiteley
- 2003 : Martin John Bukovac, Richard Bisgrove, J. Dowle, J. Moorby, Peter Raven (USA), S. Sherwood, Vicompte Philippe de Spoelberch (Belgian)
- 2002 : Piet Oudolf (born 1944) (Dutch), Stella Ross-Craig (1906–2006),[10] B. Machin, John Massey, G. Ogden, Martin Rickard, Lady Emma Tennant, R. Williams
- 2001 : Francis Higginson Cabot (1925–2011) (US/Canadian), Brian Duncan, Silviero Sansavini (Italy), P. Thoday

### Llista dels guanyadors fins al 2000
- 1883 : John Roberts (1830-1892) (Head Gardener, Charleville Castle, Co. Offaly, Ireland).
- 1886 : Andy Dey - Banffshire Journal http://www.banffshire-journal.co.uk/Features/Memory-Lane/Improvements-in-the-pipeline-7327819.htm Arxivat 2017-12-23 a Wayback Machine.
- 1887 : A. Ives (Gardener to E.C.Jukes)[11]
- 1892 : John Heal (c. 1841 – 1925)[cal citació]
- 1894 : Victor Lemoine fr:Victor Lemoine (France) (1823–1911)[cal citació], George Nicholson (1847–1908)[12]
- 1896 : Charles Sprague Sargent (1841–1927) (US)
- 1897 : Liberty Hyde Bailey (1858–1954) (US)
- 1899 : Thomas Francis Rivers (1831–1899)[13]
- 1901 : Richard Irwin Lynch (1850–1924) Curator of the Cambridge University Botanic Garden,[14] Thomas Meehan (1826-1901)[15] (1826–1901) (US)
- 1904 : Lucien Louis Daniel (France)
- 1906 : Ernest Henry Wilson (1876–1930)
- 1907 : John Gilbert Baker (1834–1920)
- 1921 : Robert Lloyd Praeger (1865-1953) (Ireland)
- 1922 : William Jackson Bean (1863–1947)
- 1923 : Richard Irwin Lynch (1850–1924), Curator of the Cambridge University Botanic Garden (second award)[14]
- 1924 : William Rickatson Dykes (1877-1925)[16]
- 1925 : David Prain (1857–1944)
- 1926 : George Herbert Engleheart (1851-1936)[17]
- 1927 : George Forrest (1873–1932)
- 1928 : Gertrude Jekyll (1843-1932)[18]
- 1929 : Alfred Barton Rendle (1865–1938)
- 1930 : William Wright Smith (1875–1956)
- 1931 : Otto Stapf (1857–1933)
- 1932 : Leonard Cockayne (1855–1934); Sir Fredrick William Moore (1857–1950)[19]
- 1934 : Francis Kingdon-Ward (1885–1958)
- 1935 : Sir Edward James Salisbury (1886–1978) (of Radlett)[20]
- 1936 : Robert L Harrow ; Arthur William Hill (1875–1941)
- 1937 : John Hutchinson (1884–1972), George Russell (1857-1951)[21]
- 1938 : Morley Benjamin Crane (1890–1983)[cal citació]
- 1939 : Isabella Preston (1881–1965)
- 1941 : Eleanor Maltby
- 1945 : William Henry Judd (1888-1946) (of Arnold Arboretum)[22]
- 1947 : Frederick Chittenden[23]
- 1949 : Amos Perry
- 1950 : Wilfrid Jasper Walter Blunt (1901–1987)[24]
- 1951 : John Macqueen Cowan
- 1953 : William Bertram Turrill (1890–1961) (of Kew),[25] Nellie Roberts (silver medal)[26]
- 1954 : Dorothy Renton (of Branklyn),[27] Mary Knox-Finlay (of Keillour Castle)[27]
- 1955 : Vita Sackville-West (1892-1962),[28] Ralph Peer (1892-1960)[29]
- 1956 : Albert Burkwood (1890-1978)
- 1957 : Charles Henry Curtis (1870-1958)[30]
- 1961 : T. Johnson[3]
- 1962 : Frank Reinelt[31]
- 1963 : Percy Cane (1881-1976); Frederick Augustus Secrett (1886–1964)[32]
- 1964 : Frances Perry (1907–1993), William Thomas Stearn (1911–2001)
- 1965 : William Douglas Cook (New Zealand) (1884–1967), A. Nisbet (Silver medal)[3]
- 1966 : Graham Stuart Thomas (1909–2003), Eben Gowrie Waterhouse (1881–1977), John Scott Lennox Gilmour (of Cambridge University Botanic Garden),[33] Leonard Broadbent (1916-2002)[34]
- 1967 : Alex J Burnett, Elizabeth Hess (Principal of Studley College)[18]
- 1968 : John Stuart Yeates (New Zealand) (1900–1986)
- 1969 : Sir Thomas Neame (1885–1973), Donald Wyman (1904-1993)[35]
- 1970 : Mary Pope (Flower arranger)[18]
- 1971 : B.L.Burtt (1913-2008),[36] Frances Perry,[27] Helen Richardson (Daffodil breeder),[18] W. Bishop,[3] T. Durrant,[3] A. Westall (silver medal)[3]
- 1972 : Xenia Field (1894–1998),[37] Roy Lancaster (born 1938),[3] Mrs T. Rochford,[18] E. Smith (silver medal)[3]
- 1973 : Countess of Haddington[27]
- 1974 : John Bergmans (Netherlands) (1892–1980)[cal citació], R. Fiske[3]
- 1975 : J. Fraser,[3] Thomas Robert Noel Lothian (1915-2004)[38]
- 1976 : Alice Margaret Coats (1905–1978)[cal citació], Margaret Stones (silver medal)[3]
- 1977 : Iris Bannochie (1914–1988), A. Gray[3]
- 1978 : Gavin Brown (1910-1987)[39] Frederick Alkmund Roach (1909-2004),[40] B. Fry[3]
- 1979 : Fred Whitsey (1919–2009)[cal citació], Gordon Rowley,[3] J.W. Goodwin (of Pukeiti Gardens), S. Coe[3]
- 1980 : A. Healey,[3] F. Keenan,[3] S. Orr (silver medal),[3] F. Potter,[3] Robert John Garner[41]
- 1981 : David Robinson (1928–2004), F. Cleary[3]
- 1982 : P. Teunissen[3]
- 1983 : P.B.J. Joubert (South Africa)[3]
- 1984 : nl:James Richard Pennington van Hoey Smith (1921 - 2010), Mary Grierson (1912–2012),[42] R. Beaumont,[3] J. van Hoey Smith[3]
- 1985 : Mavis Batey (1921–2013),[43] K. Andrew,[3] N. Luitse,[3] C. Mitchelmore,[3] Margaret Stones[3]
- 1986 : Ambrose Congreve (1907–2011),[3] R. Sagarik[3]
- 1987 : Rachel Lambert Mellon (1910-1914), K. Beckett,[3] Victor Fowler,[3] R. Mellon[3]
- 1988 : E. Napier,[3] L. Pemberton,[3] T. Wright[3]
- 1989 : John Alfred Codrington (1898–1991),[44] Helen Robinson (1919-2004),[45] J. Glazebrook,[3] E. Scholtz,[3] A. Stephenson[3]
- 1990 : Chen Hang (born c. 1931), M. Arai[3]
- 1991 : John L. Creech (1920–2009),[46] Lawrence James Metcalf (1928 - 2017)[3]
- 1992 : Patrice Fustier (French),[3] D. G. Hessayon (born 1928),[3] Olive Hilliard,[3] Joy Larkcom,[3] J. Ravenscroft[3]
- 1993 : Brent Elliot,[3] Sir Peter Smithers, Brenda Hyatt,[18] H. Suzuki[3]
- 1994 : David C.H. Austin,[3] R. Birchall,[3] A. Kenrick,[3] Dick van Gelderen,[3] T. Venison,[3] Wang Dajun[3]
- 1995 : Gilly Drummond,[3] Mikinori Ogisu,[3] A. Paterson,[3] Jane Pepper (1945-),[3] B. Self[3]
- 1996 : Gloria D. Barretto (1916-),[3] B. Howard,[3] H. Noblett,[3] C. Riley,[3] S. Spongberg,[3] D. Steed,[3] Michael Upward (-2015),[3] R. Waite[3]
- 1997 : Ray Bilton (1937-2012),[3] B. Briggs,[3] Brian Rittershausen,[3] Kiat Tan[3]
- 1998 : Bruce Macdonald (Missouri Botanical Garden), R. Aylett,[3] J. Bleasdale,[3] P. Catt,[3] K. Cockshull,[3] R. Elliot,[3] E. Hetherington,[3] M. Rix[3]
- 1999 : Sonja Bernadotte (1944–2008), Helen Dillon (1938-),[3] Christopher Grey-Wilson,[3] P. Hemsley,[3]Hugh Johnson,[3] James H. McColl,[3] J. Quinlan,[3] Brian and Maurice Woodfield[3]
- 2000 : William Flemer,[3] F. Last,[3] Anna Pavord,[3] Daphne Vince-Prue[3]
- Data desconeguda : Alfred Daniel Hall (1864–1942)
- Data desconeguda : Thomas Wallace (1891–1965)
- Data desconeguda : Werner Rauh (1913–2000)
- Data desconeguda : Harold Hillier (1905–1985)
- Data desconeguda : Alan Bloom (1906-2005)
- Data desconeguda : George Hermon Slade AM (1910-2002) (Australian orchid collector)